# Pont d'El Ferdan
Le pont d'El Ferdan est un pont tournant qui enjambe le canal de Suez près d'Ismaïlia, en Égypte. D'une longueur de 340 mètres, c'est le plus long pont tournant au monde.

## Présentation
Inauguré en novembre 2001 par le président égyptien Hosni Moubarak, ce pont remplace l'ancien pont d'El Ferdan inauguré en 1963 et détruit quatre ans plus tard pendant la guerre des Six Jours. 
Un premier pont avait été construit pendant la Seconde Guerre mondiale, le bac existant n'ayant alors pas la capacité suffisante pour la liaison entre le réseau ferré égyptien et le chemin de fer de Palestine.
Les voitures et les trains peuvent y circuler, et la rotation des deux demi-ponts permet le passage des bateaux.

## Extension du canal
| \| Localisation du Canal de Suez dans le Monde \| Port-Saïd Pont du Canal de Suez Pont d'El Ferdan Ismaïlia Lac Timsah Grand Lac Amer Petit Lac Amer Tunnel Ahmed Hamdi Suez |
| Localisation du Canal de Suez dans le Monde |

À partir de 2014, le canal a été élargi. Entre le pont du Canal de Suez et le grand Lac Amer, le canal a été doublé. Le pont enjambe le chenal le plus ancien. Sur la partie nouvelle, un autre pont serait nécessaire; dans l'état actuel des choses le pont d'El Ferdan est donc obsolète.
Un tunnel ferroviaire devrait être construit sous le canal.